# Харківська муніципальна галерея

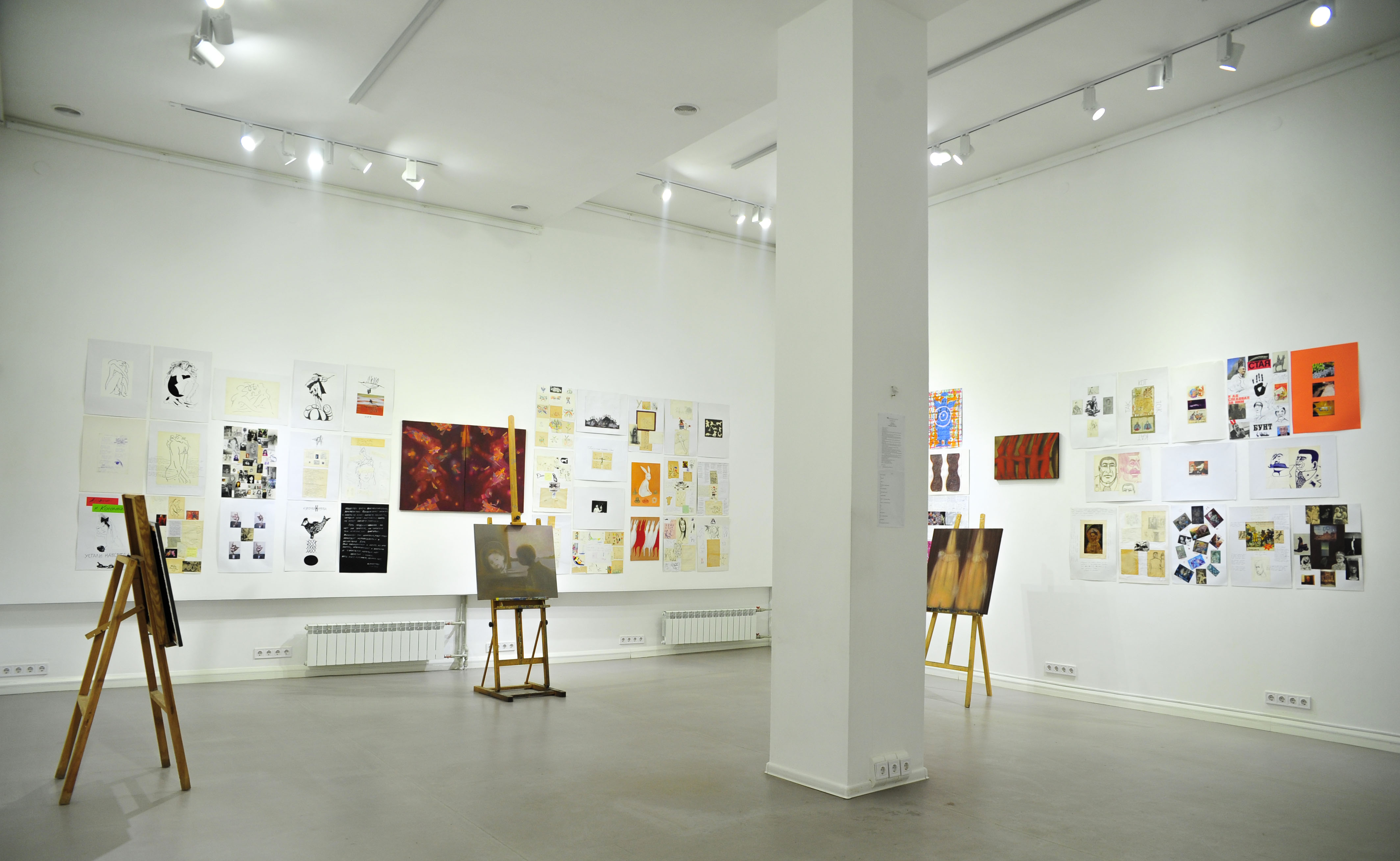
Експозиція виставки "Джерела" О. Ліснича

Харківська міська художня галерея — одна з перших українських галерей, яка почала процес популяризації та інституціалізації сучасного мистецтва. МГ була й залишається репрезентантом основних тенденцій і процесів, що складаються в українському арт-середовищі. У своїх стінах галерея поєднує програми й виставки майстрів традиційного живопису, графіки, скульптури, фотографії з проєктами сучасного мистецтва, нових медіа, кожен з яких знаходить свого глядача. Крім того, галерея вже давно стала простором для реалізації освітніх, соціальних і просвітницьких заходів, своєрідним комунікативним та експериментальним майданчиком, що активно сприяє актуалізації мистецтва й підвищенню культурної активності жителів Харкова. За 23 роки праці галерея провела ряд значущих міжнародних проектів, а також співпрацювала з художниками / галереями із Австрії, Великої Британії, Німеччини, Франції, США, Ірану, Польщі, Росії, Литви, Молдови, Ізраїлю, Вірменії, Узбекистану, Сербії, Словаччини, Намібії. В активі галереї – сотні проектів, акцій, виставок і фестивальних програм. На сьогодні в активі галереї сотні проєктів, акцій, виставок і фестивальних програм.
З 2008 року в галереї працює АРТпідвал — експозиційний майданчик, що спеціалізується виключно на молодіжному та експериментальному мистецтві.

## Історія
Харківська муніципальна галерея існує з 1996 року. Це одна з перших в Україні галерей муніципального статусу. З 1997 року — член Асоціації артгалерей України. За роки існування МГ стала авторитетним і відомим центром сучасного мистецтва не тільки в Україні, а й за її межами. В розпорядженні галереї основний виставковий зал (100 кв.м), а також андеґраундний майданчик АРТпідвалу (140 кв.м).

## Художники галереї
Вагрич Бахчанян (1938—2009), БОБа-груп, Олексій Борисов, Сергій Братков, Олександр Власенко, Артем Волокітін, Станіслав Гедзевич,  Віктор Гонтаров (1943—2009), Гамлет Зиньківський, Ірина Ільїнська, Ігор Ільїнський, Аліна Клейтман, Костянтин Зоркін, Борис Косарев (1897—1994), Володимир Кочмар, Віталій Кохан, Олена Кудінова (1958-2017), Віталій Куліков (1935—2015), Павло Маков, Роман Мінін, Наталя Мироненко, Борис Михайлов, Вачаган Норазян, Олена Полященко, Олександр Рідний, Віктор Сидоренко,Сергій Солонський, Олександр Супрун, арт-група «Шило», Едуард Яшин та інші.

## Керівники
- Директор галереї: Тетяна Аркадіївна Тумасян — український галерист і  куратор, артдиректор VOVATANYA Gallery. Член Комітету з Національної премії України імені Тараса Шевченка (з грудня 2016).[5] Автор ідеї та керівник першого в Україні молодіжного арт-форуму — Фестивалю молодіжних проектів «Non Stop Media».[6][7][8][9]

## Нагороди
Двічі галерея була лауреатом Міжнародних Арт Фестивалів (Київ, 1997, 1998) і нагороджувалася професійною премією «Золотий перетин» у номінації «Галерея року». За результатами арт-рейтингу Асоціації артгалерей України, Харківська муніципальна галерея постійно входить до першої п'ятірки найкращих галерей і виставкових центрів країни.

## Постійні проєкти
- NonStopMedia — фестиваль молодіжних проєктів, один із піонерів в цій галузі. Існує з 2003 року. NonStopMedia — це низка різнопланових культурних подій, головною з яких є виставка-конкурс молодих художників-номінантів фестивалю (віком до 30 років). Фестиваль проводиться кожні два та охоплює широку паралельну програму, в якій задіяно молодий театр, кіно, відеоарт, літературу, музику, лекційну та теоретичну платформи. В 2014 році фестиваль проходив у форматі воркшопу, де група молодих художників працювала над власними проєктами з кураторами Сергієм Братковим, Іллєю Ісуповим, Стасом Волязловським. До складу журі фестивалю з 2003 до 2012 також входили Борис Михайлов, Сергій Братков, Віктор Мізіано, Олександр Шабуров, Павло Маков, Влодко Кауфман, Олександр Рідний, Павло Гудімов, Тетяна Тумасян. NonStopMedia відкриває нові імена та підтримує молодих художників. Серед учасників-фіналістів різних редакцій фестивалю були Артем Волокітін, Гамлет Зиньківський, Роман Мінін, Аліна Клейтман, Костянтин Зоркін, Даніїл Галкін, Белла Логачова, арт-група SOSka, Сергій Петлюк, Олена Полященко, Керім Аккізов, Ганна Бикова, Уляна Биченкова, Тарас Каменной, Марія Куліковська, Сергій Григорян, Михайло Олексіїнко, Ольга Федорова та Антон Ткаченко.
- Кураторський інтенсив. Освітній проєкт Муніципальної галереї, який вперше відбувся у 2015 році як триденний інтенсив для молодих кураторів-початківців України з низкою лекцій і воркшопів від досвідчених кураторів. У 2015 році лекторами виступили Віктор Мізіано (Росія), Моніка Шевчик (Польща), Імкє Руст (Намібія/Німеччина).    Лектори 2017: Вальдемар Татарчук (Польща), Михайло Рашковецький (Україна), Антон Ледерер (Австрія).
- Ніч Музеїв у Харкові. Ініціатором і координатором цієї всевсітньої культурної акції в Харкові є Муніципальна галерея. Починаючи з 2009 року, програма Ночі Музеїв збирає все більшу кількість культурних інституцій міста.
- Ніч перформансу (починаючи з 2016). Вперше проведена у вересні 2016 року в рамках фестивалю молодіжних проєктів NonStopMedia VIII. Подія 2016, 2017 років проходила в саду Шевченка — публічному місці просто неба — і об'єднала на одному майданчику художників-перформерів з Харкова та інших міст України, а також авторів з Великої Британії в рамках арт-резиденції в Харкові та художницю-перформерку з Німеччини (2017). Ніч Перформансу планується проводити раз на два роки.
- «Наша спадщина» — програма, яка покликана висвітлити ретроспективу творчості художників і певною мірою повернути незаслужено забуті імена кращих представників мистецтва Харкова 20-го століття.
  - Борис Косарев. Виставка «Початок ХХ століття» (2006). Відновлені скляні фотонегативи (з родинного архіву).
  - Експозиція виставки "Варіації на тему... В. Кочмар«Борис Михайлов. Unrespectable» (2013). Програма проєкту включала першу в Україні ретроспективну виставку автора «Unrespectable. Retrospective. + Почеркушки», яка відображає всі періоди його творчості, та теоретичну платформу за участю Олександра Раппапорта / Рига, Олени Петровської / Москва, Пола Вумбеля / Лондон, Віктора Мізіано / Москва.«IN MEMORIAM: Віталій Куликов» (2015). Меморіальна програма Муніципальної галереї, присвячена пам'яті Віталія Миколайовича Куликова.«Вагрич Бахчанян — художник слова. Проєкт-реставрація. Андеґраунд» (2016). Великий проєкт Харківської муніципальної галереї до свого 20-річчя, присвячений легендарному художнику, харків'янину Вагричу Акоповичу Бахчаняну. Проєкт включав виставку робіт із сімейного архіву автора й приватних колекцій харків'ян, а також програму квартирників, екскурсій і зустрічей. Під час проєкту в Харкові відбулася прем'єра фільму Андрія Загданського «Вагрич і Чорний квадрат» (2014).

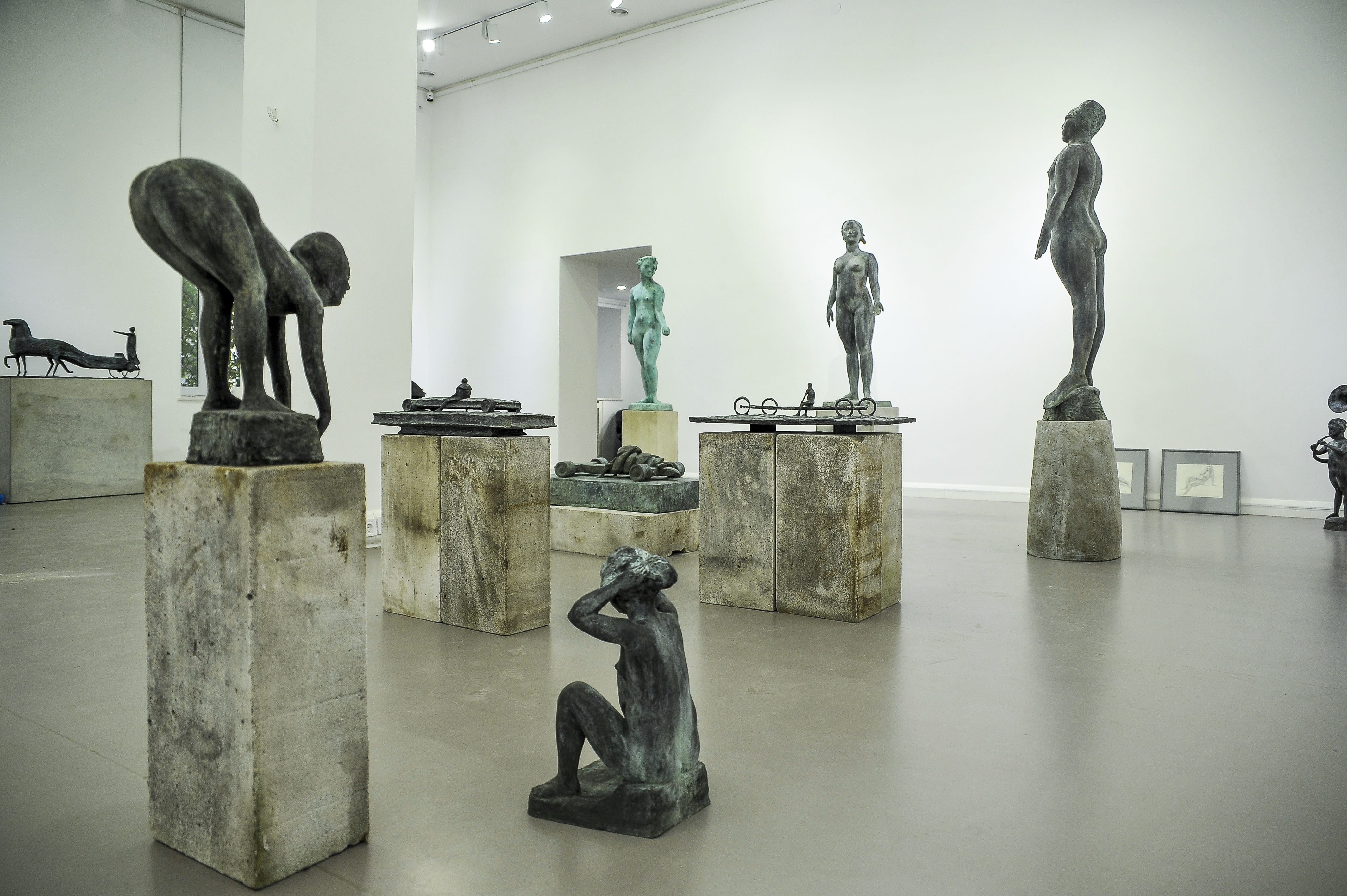
Експозиція виставки "Варіації на тему... В. Кочмар

  - Місто ХА. Харківський авангард: проєкт-дослідження (14.12.2017- 18.02.2018) проходив в трьох залах Національного Художнього Музею України, об`єднуючи виставку творів 25 визнанних майстрів Харкова с початку 20го по початок 21го сторіччя (В.Єрмілов, Б.Косорев, В.Бахчинян, Б.Михайлов, П.Маков, Г.Зинківський та ін.; куратори: Т.Тумасян, С.Братков), 15 мистецьких акцій інтелектуальної програми проєкту: кіно-лекторій, лекційна платформа, творчі зустрічі з митцями, кураторські екскурсії та підсумкову дискусійну панель, видання каталогу-довідника проєкту.
  - Обмінні програми резиденцій  – проект галереї, який спрямований на динамічний мультикультурний розвиток молодих художників. Здійснюється з 2011 року.

## Основні виставкові проєкти

### 2020
“Збережемо спадщину Куликова. Фігура”, Харків.
«Ми народжені щоб Кафку зробити буттям: Вагріч Бахчанян», Харків.

### 2019
Друга Бієнале молодого мистецтва, Харків, каталог.
Проект «Ми народжені щоб Кафку зробити буттям»: виставка-колаж Вагріча Бахчаняня, Музей сучасного мистецтва Одеси, Одеса.

### 2018, 2016, 2014…2003
Фестиваль молодіжних проектів NonStopMedia у 9 редакціях, Харків, каталоги.
2017
Місто Ха. Харківський авангард: проєкт-дослідження, НХМУ. Київ.
Пісня про буревісника. Короткий курс, V Одеська бієнале сучасного мистецтва. 
Володимир Стариков. Стиснення. Графіка. Колаж. 

### 2016
Вагрич Бахчанян. «Вагрич Бахчанян — художник слова»: виставка із сімейного зібрання та «Роботи Баха харківського періоду»: виставка з приватних колекцій, каталог
Гамлет Зиньківський. Полароїди. Щоденник
Міжнародний фестиваль молодіжних проєктів NonStopMedia VIII, Харків, на 6 культурних майданчиках, каталог
Участь у проєкті «Райдер 1+6» Kyiv Art Week, Київ
Стас Волязловський. Лібертаж
Ілля Ісупов. Перископ II // Illya Isupov PERISCOPE II
Костянтин Зоркін. Активне предметне середовище. Скульптура, об'єкти
Олександр Рідний. Скульптура
Сергій Петлюк. Елементарна маніпуляція

### 2015
Меморіальний проєкт «Збережемо спадщину Куликова», Харків, каталог, альбоми
Міжнародний паблік-спейс проєкт «Understanding/Розуміння», Харків, каталог
Олександр Супрун. Кадри минулого: ретроспектива
Володимир Кочмар. Скульптура
Євген Світличний. Скалки буття

### 2014
Міжнародний фестиваль молодіжних проєктів NonStopMedia VII, Харків, каталог
Віктор Ігуменцев. Еротична лірика
Вадим Петров. Споглядання. Живопис, об'єкти
Ганна Бикова. Majestic Domestic
Fluxus Time: 1959…69…79

### 2013
Проєкт «UNRESPECTABLE» до ювілею Бориса Михайлова, виставка робіт Б. Михайлова, теоретична платформа за участю Віктора Мізіано, Олени Петровської, Пола Вумбеля, Олександра Раппапорта
Гамлет Зиньківський. Вхід у фотографію
Юрій Ваткін. Гарнітур «Надія», міжнародна виставка-ярмарок Art Kyiv Contemporary 2013, Київ, каталог
Стас Гедзевич. ХУК
Ігор Ільїнський. День Міста. Живопис
Олена Кудінова, Наталя Мироненко. Споглядаючи Божественну Темряву. Живопис, цифровий друк
Артем Волокітін. Віднімання. Живопис
Олег Калашник. Виставка робіт із теплого металу та кольорових фарб

### 2012
Проєкт до відкриття ЄрміловЦентру "Construction. Від Конструктивізму до Contemporary"  
Міжнародний фестиваль молодіжних проєктів NonStopMedia VI, Харків, каталог
Костянтин Зоркін. Кути і дуги
Михайло Брозголь. Нові роботи
Проєкт «25 років творчості». Ретроспективна виставка творів художників об'єднання «Літера А». Живопис
Влодко Кауфман. Риботерапія

### 2011
Виставка пам'яті Віктора Гонтарова (1943—2009). Малюнки, ескізи
Роман Мінін. План втечі з Донецької області
Проєкти «11.11.11» і «На землі», міжнародна виставка-ярмарок Art Kyiv Contemporary 2011, Київ, каталог

### 2010
Проєкт «Зроблено в Харкові», міжнародна виставка-ярмарок Art Kyiv Contemporary 2010, Київ, каталог
Виставка Віталія Куликова та презентація авторського монографічного альбому, Інститут проблем сучасного мистецтва НАМУ, Київ, каталог/альбом
Міжнародний фестиваль молодіжних проєктів NonStopMedia, на фестивалі «Тиждень актуального мистецтва», Львів, Україна
Проєкт «Консервація історії», фестиваль «Балаклавська Одіссея», Севастополь
Міжнародний фестиваль молодіжних проєктів NonStopMedia V, ЄрміловЦентр, Харків, каталог
Пам'яті Віктора Гонтарова, пейзажі 80–2000-х років

### 2009
Павло Маков. Задзеркалля
Проєкт «24 години на табуреті», фестиваль «Тиждень актуального мистецтва», Львів, Україна
3 соціальні проєкти шведських та українських авторів, ГогольФест, Київ, Україна, каталог
Віталій Куликов. SPIRITUS LOCI: Пейзажний живопис, «Я Галерея», Київ, каталог
Проєкт «Несумісна сумісність», Літературний музей, Харків
Скульптурний проєкт «Шукайте горнього». Олександр Рідний і Анна Іванова, програма «Майстри»
Микола Маценко. Живопис

### 2008
Міжнародний фестиваль молодіжних проєктів NonStopMedia IV, Харків. каталог
Артем Волокітін. Сестри. Фото, відео, живопис
Проєкт «Лабораторія української фотографії», III Міжнародний фестиваль фотографії «Київфотоком», Київ, каталог
Проєкт «Люди та ідоли» в рамках «Картелі кураторів», ГогольФест, Київ, каталог, буклет
«Інша столиця – нова харківська фотографія», Санкт-Петербург, Росія, Державний Центр Фотографії РОСФОТО, буклет
Виставка лауреатів фестивалю молодіжних проєктів «NON STOP MEDIA», Познань, Польща, буклет
Олександр Рідний, Анна Іванова. Ігри з часом. Виставка в галереї ЦСМ «Совіарт», Київ
Боб-фест, до 70-річчя фотографа Бориса Михайлова

### 2007
Україно-шведський фотопроєкт «Urban Structure» в рамках міжнародної програми «SWIЖе», МГ, Харків; ЦСМ, Київ; «Дзиґа», Львів; Фотомузей, Сундсвалль, Швеція, буклет
Акція «День Харкова»: майстер-клас дизайнера Ю. Ринтовта, поетичний перформанс СучУкрЛіта, концерт Сергія Бабкіна в рамках Міжнародного конкурсу візуальних мистецтв «Эйдос», Мистецький Арсенал, Київ, буклет
«Степь… Да! Степь. кру-гом!», виставка художників галереї «Тотем»
Олександр Рідний, Анна Іванова. Проєкт «Березнева маячня», галерея «Триптих», Київ

### 2006
Міжнародний фестиваль молодіжних проєктів NonStopMedia ІІІ, Харків, каталог
В. Норазян. Персональна виставка «Гра з фігурою», галерея «Арт-Блюз», Київ
Виставка молодих харківських фотохудожників, Познань, Польща
Е. Яшин. Персональна виставка «Вислизаючий спогад», галерея «Триптих», Київ
Віталій Куликов. Календули

### 2005
Олена Полященко. Анонс-проєкт «?-1». Живопис, графіка
Павло Маков. Сад. Сторінки з альбому
В. Норазян. Персональна виставка «Безглузда подорож», галерея «Арт-Блюз», Київ
Проєкт «Улюбленці. До і після» /куратор: Б. Михайлов. Автори: М. Рідний, Б. Логачова, бієнале сучасного мистецтва «Нові спрямування», ЦДХ, Київ
Віктор Гонтаров. Особливий бік громадянської війни або ж любов коняча. Живопис

### 2004
Міжнародний фестиваль молодіжних проєктів NonStopMedia ІІ, Харків, каталог
Політ-КОНКРЕТНІСТЬ, виставка-реакція. Перформанс, відео, фото, об'єкт. Микола Рідний, Юрій Кручак, Белла Логачова, Олександр Присяжненко, Юлія Костерева
Петро Бевза. Теодозії
Проєкт «Харківська фотографія», Міська галерея «Арсенал», Познань, Польща, каталог
Виставкова програма «Столичний експрес», ЦСМ «Совіарт», Київ, буклет, інформаційний бюлетень

### 2003
Міжнародний фестиваль молодіжних проєктів NonStopMedia, Харків, каталог
Микола Журавель. Персональна виставка
«Вільям Фолкнер. Від слів до образів». Виставка робіт американських і європейських художників, присвячених творчості В. Фолкнера, «Фолкнеровський фестиваль», Галерея «Bryant Galleries», Новый Орлеан, США, буклет
«Мистецтво сучасних художників України та Польщі», Корнельський університет, галерея «Upstairs», Ітака, США

### 2002
Е. Моргулян. Персональна виставка «Арлекін», галерея «Das EinHorn», Хальденслибен, Німеччина
«Виставка робіт українських художників», виставковий зал Спілки художників, Тюмень, Росія, буклет
Фестиваль сучасного мистецтва «KonsumentArt», Нюрнберг, Німеччина, каталог
Проєкти «Net of Dream» і «Twin Story», фестиваль проєктів «Ініціатива-02», Київ, каталог фестивалю
Фестиваль сучасного мистецтва «Культурні герої», Харків, Київ, каталог фестивалю
Виставка «Дзеркальний струмінь» дизайнерського проєкту «Мойдодир», Київ, каталог, буклет
Андрій Блудов. Персональна виставка

### 2001—2000
Проєкт «Нейтральна смуга: мистецтво маргінальних територій», II Міжнародний художній фестиваль «Nature Art», Магдебург, Німеччина, каталог фестивалю
Міжнародний проєкт «Міст» (Польща - Німеччина - Україна), Галерея «Арсенал», Познань, Польща
Проєкт «Може бути» (МБ), Міжнародний фестиваль проєктів «Ініціатива-01», Київ, каталог фестивалю
Виставкові художні програми «Світ без темних фарб» та «Екологія без кордонів» в рамках експозиції України, Міжнародний форум «ЕКСПО – 2000», Ганновер, Німеччина, каталог
Проєкт «Колекція», I Міжнародний  художній фестиваль «Nature Art», Магдебург, Німеччина, каталог фестивалю
«Tsar's Project», Gala Gallery, Магдебург, Німеччина

### 1999—1998
Віталій Куликов. Живопис 1991—1999
«А-8010 Грац» — 14 творців цього міста. За підтримки Посольства Австрії в Україні
Проєкт «Гра», IV Міжнародний Арт Фестиваль, Київ, каталог фестивалю
«Три тижні старої столиці», ЦСМ «Совіарт», Київ, буклет
Проєкт «Манія величі…», I приз, III Міжнародний Арт Фестиваль, Київ, каталог фестивалю

### 1997—1996
Проєкт «Ідеальний ландшафт», I приз, II Міжнародний Арт Фестиваль, Київ, каталог фестивалю
Віктор Сидоренко. Аральский цикл. Куратор О. О. Векленко
Віктор Вазарелі. Пастелі. Виставка робіт із зібрання І. Я. Лучківського
Павло Маков, Олександр Рідний. Художній проєкт-утопія «Місцеві пам'ятки». Скульптура, об'єкти, малюнки, офорти, відео
Сучасне мистецтво Австрії. Абстракція із Зальцбурга
Виставка «Графіка. Арт-дизайн» в рамках проєкту «Хроніка Арту. Харків. 80–90-ті роки»
«Хроніка Арту. Харків. 80–90-ті роки», Центральний будинок художника, Київ, каталог